# 2008 TC3

O 2008 TC3 foi um asteroide de 2 a 5 m de diâmetro descoberto em 6 de Outubro de 2008 por Richard A. Kowalski do Catalina Sky Survey, utilizando um telescópio automatizado.

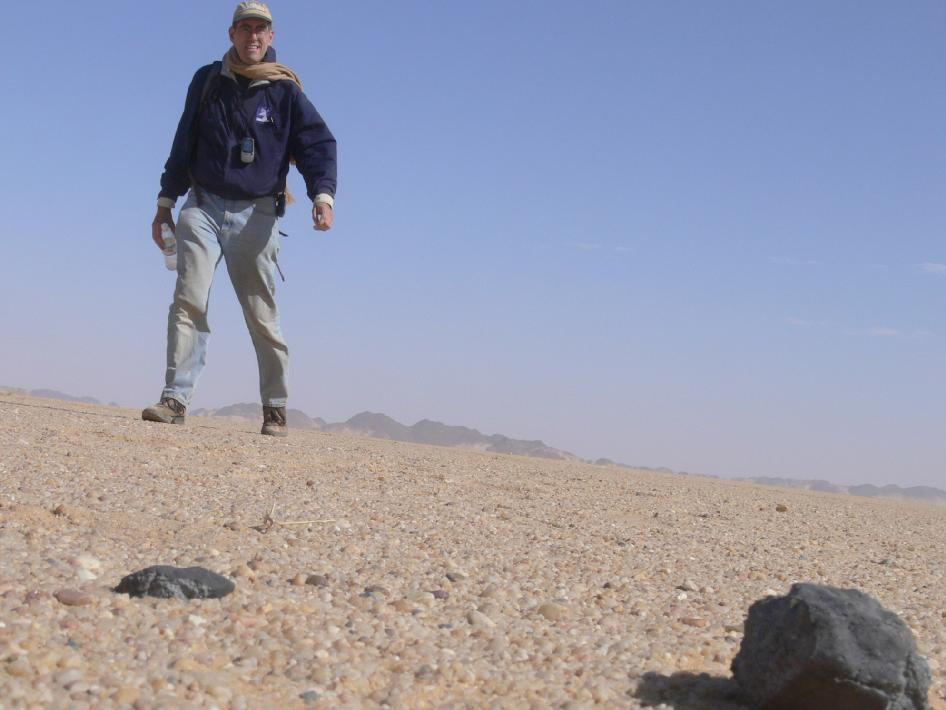
Fragmentos do asteroide 2008 TC3 encontrado no deserto da Núbia, Sudão.

Satélites e observadores em terra acompanharam a trajetória do asteroide, que atravessou o ar como uma bola de fogo até que explodiu a 37 km de altitude no dia 7 de Outubro de 2008 as 02h46 UTC (5h46 hora local). O que restasse dele estaria espalhado pelo deserto da Núbia, localizado entre o Egito e o Sudão.
Uma expedição internacional liderada por cientistas americanos e com participação de pesquisadores sudaneses foi conduzida no deserto em busca dos pedaços do asteroide. Foram encontrados 47 meteoritos (pedaços do asteroide original), totalizando uma massa total de quase 4 quilos.
Pela primeira vez um asteroide foi detectado no espaço e acompanhado até sua colisão com a Terra, com a subsequente recuperação de pedaços que indicam minuciosamente sua composição.